# Woźnice
Woźnice (niem.: Wosnitzen, 1938–1945 Julienhöfen) – wieś w Polsce położona w województwie warmińsko-mazurskim, w powiecie mrągowskim, w gminie Mikołajki. Do 1954 roku siedziba gminy Woźnice.
W latach 1975–1998 wieś administracyjnie należała do województwa suwalskiego.
W odległości ok. 2 km od Woźnic przebiega szlak turystyczny wokół jeziora Łuknajno i do Rezerwatu Czapliniec.

## Integralne części wsi
| SIMC    | Nazwa     | Rodzaj    |
| ------- | --------- | --------- |
| 1046688 | Osa       | część wsi |
| 0762388 | Pszczółki | część wsi |

## Historia
Tereny te w epoce kamiennej były penetrowane przez łowców i myśliwych, natomiast nowi osadnicy ze wschodu prowadzili gospodarkę pastersko-hodowlaną. Ceramikę tych ludów charakteryzował ornament w postaci sznura. Galindowie również zamieszkiwali tereny Woźnic, odkryto tu cmentarzysko ciałopalne o długotrwałych tradycjach i bogatym wyposażeniu.
Woźnice zostały założone w 1548 przez Stefana Pomaskę. Zabudowa wsi uformowana jest w kształcie ulicówki na ożywionym trakcie Mikołajki – Orzysz. Znaczący jest budynek zabytkowej szkoły. Pierwszą szkołę wieś otrzymała przed 1740 r. Obecnie w budynku dawnej szkoły mieści się poczta. Nową szkołę zbudowano w 1936 r.
W 1785 r. był tu majątek ziemski na prawie chełmińskim liczący 6 dymów; około 1900 r. należało do niego ponad 26 włók, jako własność adwokata Cygana z Ełku.
Historyczna nazwa miejscowości została zmieniona w okresie tzw. chrztów hitlerowskich na Julienhofen (w lipcu 1938). Po II wojnie światowej PGR.
W 1973 r. do sołectwa Woźnice należały także miejscowości: Grabnik Mały, Lelek, Leśny Dwór, Łuknajno, Mateuszek, Osa, Pszczółki, Urwitałt.